# Paint It Black
"Paint It, Black"은 롤링 스톤스(The Rolling Stones)가 1966년 발표한 싱글 앨범이다. 1966년 미국에서 발매된 앨범 Aftermath의 첫 번째 곡이기도 하다. 1966년 U.S. 와 U.K. 싱글차트에서 모두 1위를 기록하였다.
롤링스톤스의 멤버인 믹 재거(Mick Jagger)와 키스 리처드(Keith Richards)가 썼고, 브라이언 존스 (Brian Jones)가 곡의 리프를 만들었다. 팝 음악에서 시타르 연주는 비틀즈가 최초로 시도한 것이라 알려졌지만 이 곡은 시타르를 더 적극적으로 사용하여 이국적인 분위기가 엿보인다.